# 野屋根

野屋根の模式図。下から見えるゆるい傾斜の垂木（化粧垂木）と、屋根の野垂木が分離している

野屋根（のやね）は、軒下からみえる化粧垂木（けしょうだるき）と、下からみえない野垂木（のだるき）から構成される屋根のことである。平安時代以降の和様建築において、さかんに用いられた。こうした小屋組みの構造自体については野小屋（のごや）と呼ぶ。

## 歴史

### 野屋根以前の日本建築

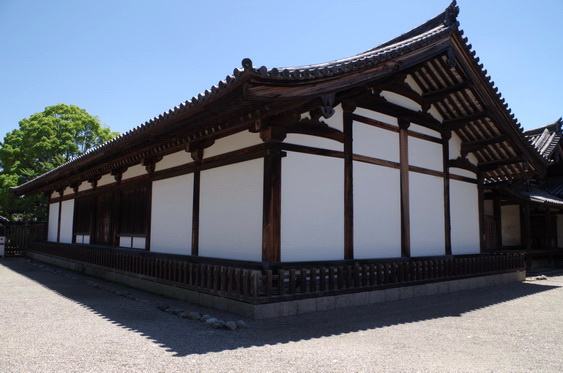
法隆寺東院伝法堂

野屋根以前の日本建築においては、棟木から地垂木を伸ばし、その上に木舞や板を張り、屋根を葺くことが一般的であった。したがって、垂木の勾配と屋根の勾配はおおむね一致した。東洋建築において、仏堂の建築においては、屋根に屋弛みとよばれる曲線をつける。中国建築においては、こうした曲線は細かな垂木を繋げることによって形成された。一方、日本建築においては、木材が豊富であったことを背景としてか、一本の長い材を垂木とすることが多かった。しかし、これでは軒を伸ばしたときに屋根が下がりすぎてしまうという欠点があるために、地垂木から飛檐垂木を伸ばす二軒の形式が通例とされた。この勾配をスムーズなものとするために、この折れた部分にには葺土を盛り、その上から瓦を葺いた。葺土を用いる構法には、屋根が重くなり、雨漏りした場合には土が水を含んでしまうという欠点があった。
地垂木勾配・飛檐垂木勾配は、軒を見上げたときに軽やかに見えることが望まれた。また、柱の長さにも限界があるため、屋根の勾配は極力低く抑えられる必要があったが、こうした構造は日本の多雨な気侯において雨漏りを招く危険性があった。意匠と構造の両面を追求するためには、垂木の傾斜をゆるくして、かつ屋根の勾配を急峻にして雨仕舞の問題に対処する構法が求められた。垂木の勾配差が大きかった法隆寺東院伝法堂においては、垂木の上に簡易な下地を設けることによりこの問題を解決した。また、葺土を用いることができない檜皮葺などの場合は、折れ線になるところに、別の垂木を置いて対処した。

### 野屋根の誕生

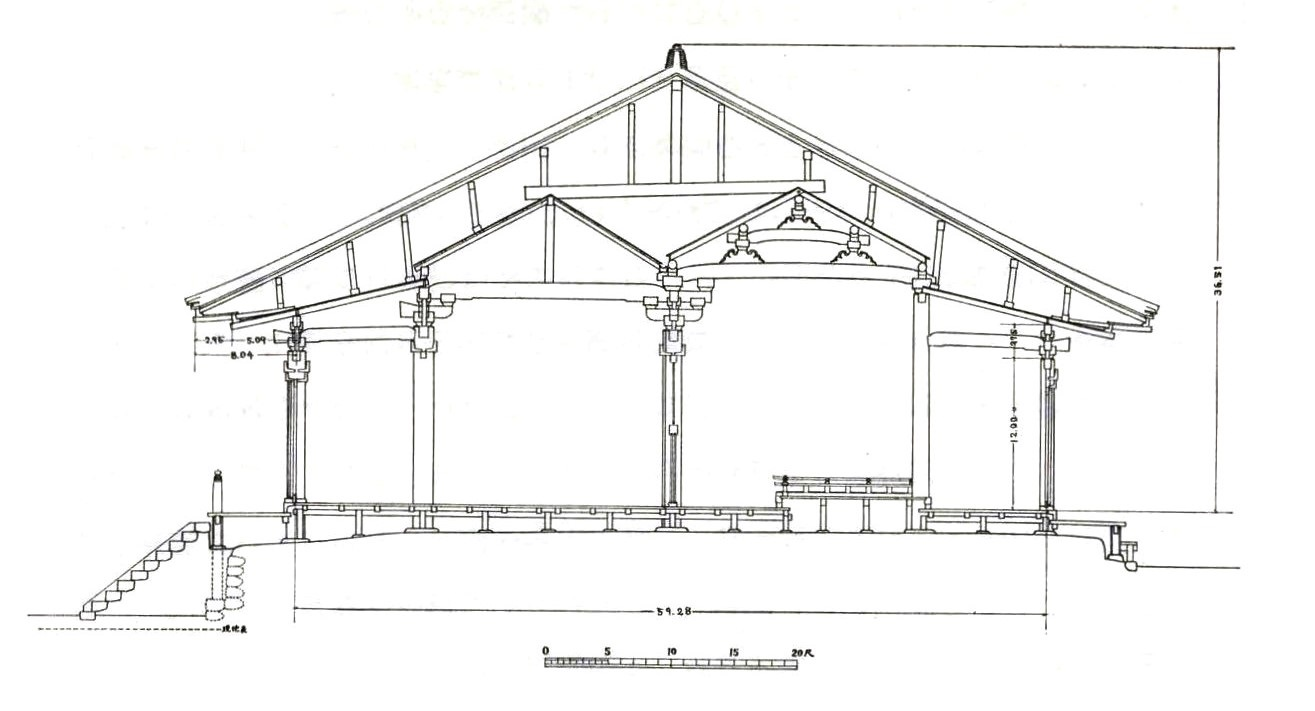
当麻寺本堂縦断面図

野地を浮かせる工法自体は奈良時代より存在したが、平安時代中期にはこうした手法が発展し、野垂木と化粧垂木を別に置く構法があらわれる。正暦元年（990年）再建の法隆寺大講堂がその代表例である。大講堂の小屋組みは後世に変化しているが、修理の際に発見された古材や痕跡から、当時の小屋組が復元考察されている。また、天喜元年（1053年）の平等院鳳凰堂においても、旧材の調査から野小屋が採用されていることがわかっているが、野垂木と化粧垂木の勾配はほとんどかわらず、曲面の調整と葺土の節約がおもな理由である。
永暦2年（1161年）の当麻寺本堂改造においては、こうした野小屋の構法が、複合的空間をひとつの屋根を再編するために応用された。当麻寺自体は奈良時代の創建であるが、平安時代末の再建を通して、内陣はそのままに外陣を東側に増築し、孫庇と庇を撤去して上に新しく屋根がかけられた。

### 桔木の導入
このようにして、和様建築に大きな屋根裏空間が出現するようになると、この空間に軒の垂れ下がりを防ぐための部材である桔木（はねぎ）が導入されるようになる。桔木は軒桁に配された水平材を支点に、テコの原理を用いて軒を支える部材である。これによりそれまで軒を支えていた組物や垂木の構造的負担はいちじるしく減少した。たとえば、法隆寺夢殿の軒出は、鎌倉時代の改築を通して桔木が導入されたことにより、従来の4割増しになった。
桔木が導入された当初は、桔木の先端を母屋で受ける鼻母屋受け（はなもやうけ）が通例であり、その古例としては弘安7年（1284年）の法隆寺聖霊院や、同8年（1285年）の大神神社摂社大直禰子神社社殿などが存在する。また、安貞元年（1227年）の大報恩寺本堂のように、桔木の先端を野垂木の受け材である茅負で受ける茅負受け（かやおいうけ）も現れ、室町時代中期以降にはこれが通例となる。さらに、桔木に金具をつけることにより飛檐垂木を吊る技法も開発され、これにより垂木の材寸を超過する軒の延長も可能となった。たとえば、玉鳳院開山堂では、すくなくとも天文7年（1538年）に遡る金具が用いられている。